# Cathy Bałdysz
Cathy Bałdysz (ur. 15 września 1961) – polska brydżystka, World International Master (WBF), European Master (EBL), arcymistrz (PZBS), zawodniczka Bridge24.pl 2.

## Wyniki brydżowe

### Rozgrywki krajowe
W rozgrywkach krajowych zdobywała następujące lokaty:
| Mistrzostwa Polski Par | Mistrzostwa Polski Par | Mistrzostwa Polski Par | Mistrzostwa Polski Par |
| Rok                    | Kategoria              | Partner                | Pozycja                |
| ---------------------- | ---------------------- | ---------------------- | ---------------------- |
| 2006                   | Open                   | Marek Bałdysz          | 2                      |

| Mistrzowska Majówka | Mistrzowska Majówka | Mistrzowska Majówka | Mistrzowska Majówka |
| Rok                 | Kategoria           | Partner             | Pozycja             |
| ------------------- | ------------------- | ------------------- | ------------------- |
| 2009                | Kobiety             | Jolanta Krogulska   | 2                   |

### Olimpiady
Na olimpiadach uzyskała następujące rezultaty:
| Olimpiady Brydżowe. Zawody teamów | Olimpiady Brydżowe. Zawody teamów | Olimpiady Brydżowe. Zawody teamów | Olimpiady Brydżowe. Zawody teamów | Olimpiady Brydżowe. Zawody teamów | Olimpiady Brydżowe. Zawody teamów |
| Rok                               | Miejsce                           | Zawody                            | Kategoria                         | Drużyna                           | Pozycja                           |
| --------------------------------- | --------------------------------- | --------------------------------- | --------------------------------- | --------------------------------- | --------------------------------- |
| 2012                              | Lille                             | 2. Olimpiada Sportów Umysłowych   | Kobiety                           | Poland                            | 3                                 |

### Zawody światowe
W światowych zawodach par zdobyła następujące lokaty:
| Mistrzostwa Świata. Konkurencja par | Mistrzostwa Świata. Konkurencja par | Mistrzostwa Świata. Konkurencja par | Mistrzostwa Świata. Konkurencja par | Mistrzostwa Świata. Konkurencja par | Mistrzostwa Świata. Konkurencja par |
| Rok                                 | Miejsce                             | Zawody                              | Kategoria                           | Partner                             | Pozycja                             |
| ----------------------------------- | ----------------------------------- | ----------------------------------- | ----------------------------------- | ----------------------------------- | ----------------------------------- |
| 2013                                | Nusa Dua                            | 41. Mistrzostwa Świata Teamów       | Trans                               | Poland Ladies                       | 36                                  |
| 2013                                | Nusa Dua                            | 41. Mistrzostwa Świata Teamów       | Kobiety                             | Poland                              | 5                                   |
| 2006                                | Werona                              | 12 Mistrzostwa Świata               | Miksty                              | Marek Bałdysz                       | 156                                 |

### Zawody europejskie
W rozgrywkach europejskich zanotowała następujące miejsca:
| Zawody Europejskie. Konkurencja Teamów | Zawody Europejskie. Konkurencja Teamów | Zawody Europejskie. Konkurencja Teamów | Zawody Europejskie. Konkurencja Teamów | Zawody Europejskie. Konkurencja Teamów | Zawody Europejskie. Konkurencja Teamów |
| Rok                                    | Miejscowość                            | Zawody                                 | Kategoria                              | Team                                   | Pozycja                                |
| -------------------------------------- | -------------------------------------- | -------------------------------------- | -------------------------------------- | -------------------------------------- | -------------------------------------- |
| 2014                                   | Abacja                                 | 52. Mistrzostwa Europy Teamów          | Kobiety                                | Poland                                 | 5                                      |
| 2010                                   | Ostenda                                | 50 Mistrzostwa Europy Teamów           | Kobiety                                | Poland                                 | 6                                      |

## Klasyfikacje brydżowe
- Cathy Bałdysz – klasyfikacja PZBS
- Cathy Bałdysz – klasyfikacja EBL (ang.)
- Cathy Bałdysz – klasyfikacja WBF (ang.)